# 日本脊蛇
日本脊蛇（Achalinus werneri），属脊蛇属。这种蛇是日本（奄美大島、枝手久島、沖縄島、加計呂麻島、渡嘉敷島、徳之島）的固有種。
长度20-55厘米。头体长24-42厘米。尾巴修长。颜色是深褐色或黑褐色，背面沿中线分布有黑色垂直条纹。腹面黄色。